# Ruger SP101

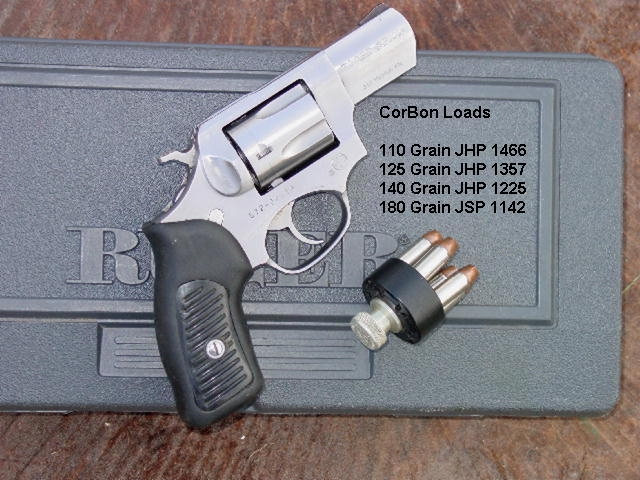
Um Ruger SP101 com dados balísticos da Corbon.

O Ruger SP101, é a designação de uma série de revólveres padrão de ação dupla, produzidos pela Sturm, Ruger. O SP101 é um revolver de corpo pequeno, todo em aço, admitindo os seguintes cilindros: cinco tiros de .38 Special, .357 Magnum, e 9×19mm Parabellum; seis tiros de .327 Federal Magnum e .32 H&R Magnum; ou oito tiros de .22 LR.
Em termos de comprimento do cano, o mais comum é o de 2,25 polegadas, mas existem alternativas (dependendo do calibre), para canos de: 3" (357 Mag e 327 Fed Mag), 4,2" (22 LR, 357 Mag e 327 Fed Mag).